# Vlag van Oupeye
De vlag van Oupeye is op onbekende datum bij raadsbesluit vastgesteld als de vlag van de Luikse gemeente Oupeye. De vlag kan als volgt worden beschreven:
Wit met een rode lelie op de scheiding van broeking en vlucht.
De vlag komt overeen met het vlagontwerp van de Raad van Heraldiek en Vexillologie (Frans: Conseil d’héraldique et de vexillologie). De vlag doet denken aan het vaandel van de Graillet, heren van Oupeye.

Het wapen van de Graillet